# Melittiini
Melittiini zijn een geslachtengroep van de wespvlinders (Sesiidae). 

## Taxonomie
Bij de tribus zijn de volgende geslachten ingedeeld:
- Melittia Hübner, 1819
- Desmopoda Felder, 1874
- Agriomelissa Meyrick, 1931
- Afromelittia Gorbunov & Arita, 1997
- Cephalomelittia Gorbunov & Arita, 1995
- Macroscelesia Hampson, 1919